# AFI

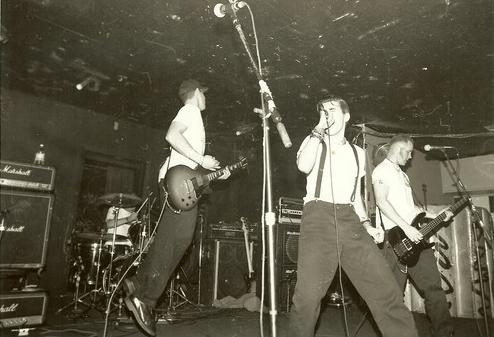
AFI (1995)

«AFI» — американський рок-гурт, заснований у 1991 році у місті Юкая, штат Каліфорнія. З 1995 видано 11 студійних альбомів, останній з яких «Bodies» виданий 11 червня 2021 року.
Найбільш відомі пісні гурту: «Miss Murder», «The Days of the Phoenix», «The Leaving Song» та «Love Like Winter».

## Склад гурту
Поточний склад
- Деві Хавек — вокал (1991-теперішній час)
- Адам Карсон — (ударні, перкусія (з 1991 по теперішній час)
- Хантер Бурган — бас-гітара, клавішні, бек-вокал (1997-теперішній час)
- Джейд Пьюджет — гітара, клавішні, бек-вокал (1998-теперішній час)

Колишні учасники
- Вік Чалкер — бас-гітара, бек-вокал (1991–1992)
- Джефф Кресж — бас-гітара, бек-вокал (1992–1997)
- Марк Стофолес — гітара, бек-вокал (1991–1998)

## Дискографія
Студійні Альбоми
- Answer That and Stay Fashionable (1995)
- Very Proud of Ya (1996)
- Shut Your Mouth and Open Your Eyes (1997)
- Black Sails in the Sunset (1999)
- The Art of Drowning (2000)
- Sing the Sorrow (2003)
- Decemberunderground (2006)
- Crash Love (2009)
- Burials (2013)
- AFI (2017)
- Bodies (2021)